# Alfa-klasse
De Alfa-klasse (tevens bekend als Project 705 of Lira-klasse) (Russisch: Подводные лодки проекта 705(К) «Лира») was de NAVO-codenaam voor een Sovjet klasse van aanvalsonderzeeërs. Zij werden gebruikt tijdens de Koude Oorlog.
Het idee achter de Alfa was eenvoudig: de marine van de Sovjet-Unie wenste omstreeks 1960 een type onderzeeër dat niet alleen een hoge snelheid kon ontwikkelen, maar tevens effectief aanvallen kon ontwijken en opsporing door vijandelijke sonars kon vermijden. Men besloot daarom zowel de romp als de omvang van de bemanning zo klein mogelijk te houden. De Alfa was bedoeld als snelle aanvalsonderzeeër, die op patrouille of vanuit de haven met hoge snelheid een vijandelijke vlooteenheid kon aanvallen. 
Voor constructie van de romp gebruikte men een titanium legering, onzichtbaar voor een magnetische-anomaliedetector, ongevoelig voor magnetische zeemijnen, corrosiebestendig en sterk, maar wel duur. Door de relatief geringe afmetingen van de loodgekoelde reactor en omdat men zo veel mogelijk systemen automatiseerde, kon de omvang van de bemanning en dus het volume van de scheepsromp aanzienlijk worden beperkt.

## Krachtbron
Een van de grootste problemen waar de ontwerpers tegenaan liepen, was om een kernreactor met een zo groot mogelijk vermogen te ontwerpen die zo min mogelijk volume innam. De Alfa was vergeleken met andere kernonderzeeërs klein, dus de gangbare drukwaterreactoren waren te groot. Om dit probleem te ondervangen, koos men geen watergekoeld reactortype, maar een reactor die gekoeld werd door vloeibaar metaal, namelijk een lood/bismut mengsel. Met een smeltpunt van 124 °C en een kookpunt van 1679 °C kan deze veel meer hitte per eenheid koelvloeistof afvoeren. Bijkomend voordeel is dat in geval van een lek het koelingsmengsel snel stolt hetgeen de veiligheid ten goede komt. Dit hield echter wel in, dat de koelvloeistof altijd verwarmd moest worden om te verhinderen dat deze stolde en zo de reactor onbruikbaar maakte. Dit is op twee BM-40A-reactoren voorgevallen. Deze reactor leverde een maximumvermogen van 155 MW. Het maximaal op de scheepsschroef overgebrachte vermogen bedroeg 40000 pk of 29420 kW. 
Dit stelde de Alfa in staat om te varen met een snelheid van 41 knopen en tijdens een korte sprint zelfs 45 knopen. Dit was sneller dan de toenmalige NAVO-onderzeeërs en hun torpedo's. De Alfa kon indien noodzakelijk deze snelheid binnen een minuut bereiken en had op topsnelheid slechts 40 seconden nodig om 180° te draaien. Het rompontwerp kende echter een groot nadeel: ze was ontworpen op snelheid en niet op stilte. Hierdoor maakte de Alfa vooral op hoge snelheid (voor een kernonderzeeër) veel geluid en was daarom relatief makkelijk op te sporen. 
De Amerikaanse marine was gealarmeerd door de technische mogelijkheden van de Alfa. Deze tegenstander maakte weliswaar veel lawaai maar kon sneller varen, dieper duiken (tot 450 meter) dan enig andere aanvalsonderzeeër en was zwaarder bewapend dan waar de U.S. Navy over kon beschikken. Resultaat was dat de ADCAP-versie van de Mark 48-torpedo werd ontwikkeld.

## Wapens
De Alfa beschikte over zes torpedobuizen van 533 mm. Die konden naast torpedo's ook antischeepsraketten en zeemijnen lanceren. De wapens werden door een geautomatiseerd systeem opgehesen en in de torpedobuizen geschoven. Afhankelijk van het type, had de Alfa een maximale wapencapaciteit van 20 torpedo's en 24 zeemijnen.

## Sensors
- Topol MRK.50 (Snoop Tray) opsporingsradar
- Sozj navigatieradar
- MG-21 Rosa onderwatercommunicatie
- Molnija satellietcommunicatie
- Vint & Tissa radiocommunicatie-antennes
- Accord gevechtssysteem
- Leningrad-705 vuurleidingsysteem
- Ocean actieve/passieve sonar
- MG-24 mijnopsporingssonar
- Jenisej sonarwaarschuwingssysteem
- Boechta ESM/ECM stoorapparatuur
- Chrome-KM IFF

| #     | Scheepswerf                         | Kiellegging      | Tewaterlating     | In dienst gesteld | Buiten dienst gesteld |
| ----- | ----------------------------------- | ---------------- | ----------------- | ----------------- | --------------------- |
| K-64  | Admiraliteit (Soedomech), Leningrad | 2 juni 1968      | 22 april 1969     | 31 december 1971  | 19 augustus 1974      |
| K-123 | SEVMASH, Severodvinsk               | 22 december 1967 | 4 april 1976      | 12 december 1977  | 31 juli 1996          |
| K-316 | Admiraliteit (Soedomech), Leningrad | 26 april 1969    | 25 juli 1974      | 30 september 1978 | 19 april 1990         |
| K-432 | SEVMASH, Severodvinsk               | 12 november 1967 | 3 november 1977   | 31 december 1978  | 19 april 1990         |
| K-373 | Admiraliteit (Soedomech), Leningrad | 26 juni 1972     | 19 april 1978     | 29 december 1979  | 19 april 1990         |
| K-493 | SEVMASH, Severodvinsk               | 21 januari 1972  | 21 september 1980 | 30 september 1981 | 19 april 1990         |
| K-463 | Admiraliteit (Soedomech), Leningrad | 26 juni 1975     | 30 maart 1981     | 30 december 1981  | 19 april 1990         |